# Brčálnický jasan
Brčálnický jasan je památný strom v osadě Brčálník u Hojsovy Stráže na Šumavě. Vysoký jasan ztepilý (Fraxinus excelsior) roste v nadmořské výšce 820 m u potoka nad železniční tratí okolo 300 let, měřený obvod kmene 545 cm a dosahuje výšky 40 m (měření roku 2000). Chráněn je od roku 1985 pro svůj vzrůst a věk.

## Fotogalerie

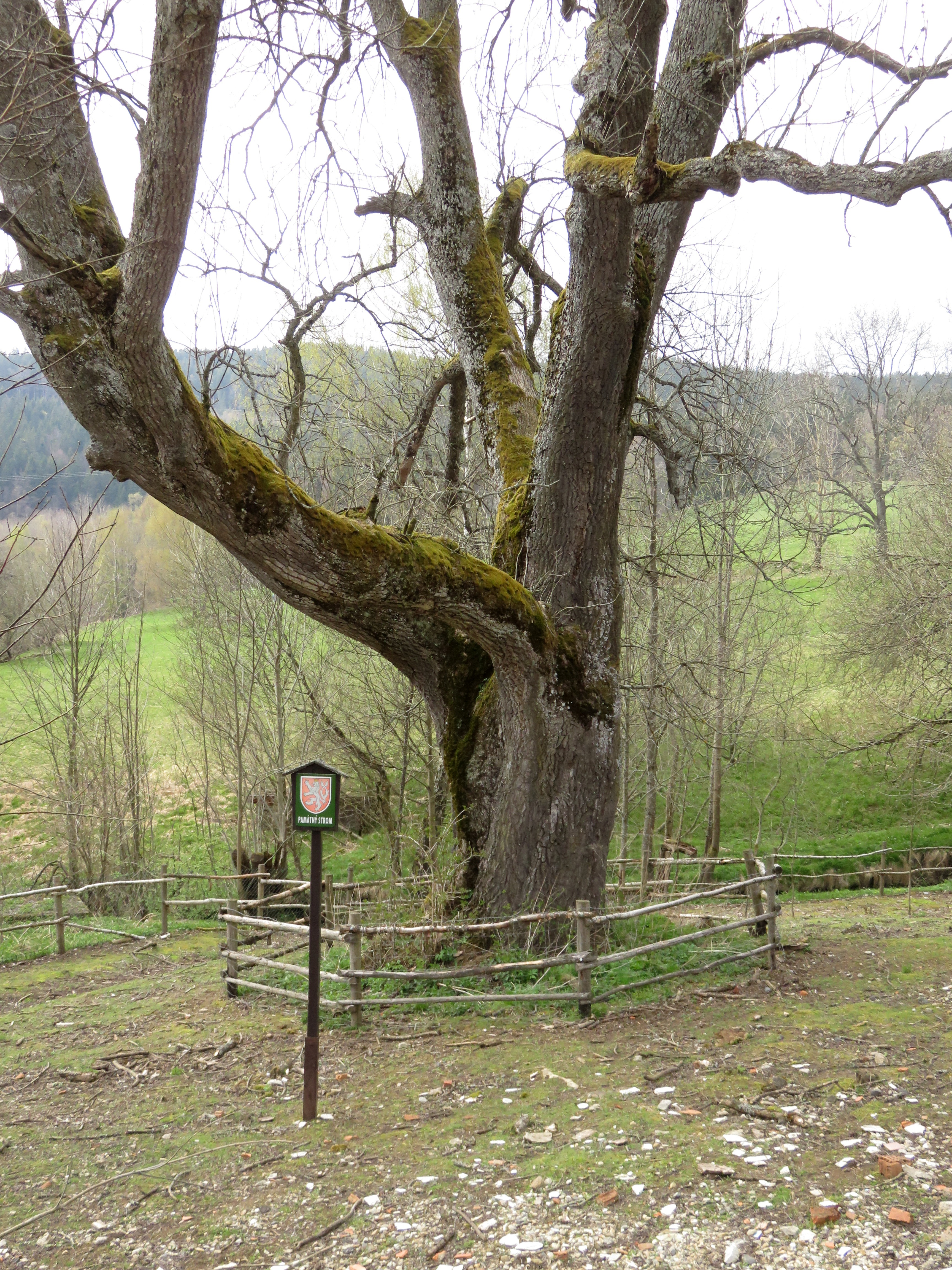
Kmen jasanu, pohled od jihovýchodu
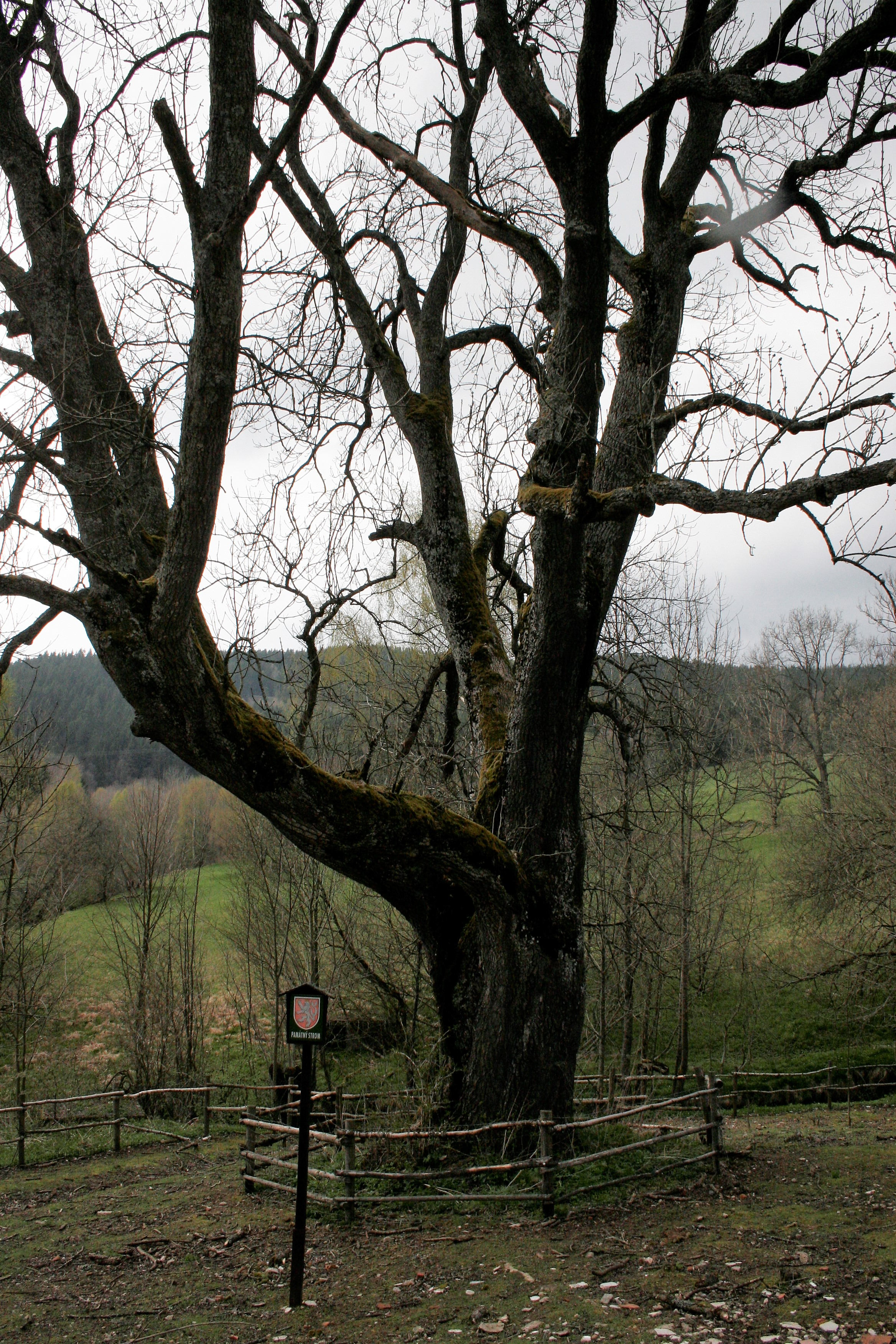
Strom od jihovýchodu

## Stromy v okolí
- Jasany na Brčálníku
- Brčálnická lípa
- Brčálnický buk